# Liste des œuvres d'art à Amiens
Pour un article plus général, voir Liste des œuvres d'art de la Somme.
Cet article recense les œuvres d'art  à Amiens, en France.

## Liste

### Peintures murales
| Œuvre                           | Auteur               | Localisation               | Notes | Installation | Coordonnées                      | Illustration                    |
| ------------------------------- | -------------------- | -------------------------- | ----- | ------------ | -------------------------------- | ------------------------------- |
| Le Murmure                      | Pierre Mabille       | Centre musical Le Diapason |       | 2004         | 49° 54′ 54″ nord, 2° 15′ 08″ est | Image manquante                 |
| Sans titre                      | François Schuiten    | Maison de Jules-Verne      |       | 2006         | 49° 53′ 15″ nord, 2° 18′ 06″ est | Image manquante                 |
| Sans titre (L'étoile du cirque) | Ernst Caramelle (de) | Cirque Jules-Verne         |       | 2003         | 49° 53′ 18″ nord, 2° 17′ 45″ est | Sans titre (L'étoile du cirque) |
| Wall Drawing n°711              | Sol LeWitt           | Musée de Picardie          |       | 1992         | 49° 53′ 26″ nord, 2° 17′ 43″ est | Image manquante                 |

### Sculptures
| Artistes                  | Œuvres | Lieux ou monuments | Dates                 | Illustration |
| ------------------------- | --- | --- | --------------------- | ------------ |
| Anonyme                   | L'Ouvrier imprimeur | îlot Tellier, rue des Jacobins (centre-ville)                                                                                |                       |              |
| Anonyme                   | Aigle | rue Maurice Thédié (I.S.A.I.)                                                                                                |                       |              |
| Stephan Balkenhol         | La Femme à la robe verte                                                                                                 | place du Don, quartier Saint-Leu                                                                                             | 1993                  |              |
| Stephan Balkenhol         | L'Homme à la chemise rouge                                                                                               | place du Don, quartier Saint-Leu                                                                                             | 1993                  |              |
| Stephan Balkenhol         | L'Homme sur sa bouée | Somme près du pont de la Dodane, quartier Saint-Leu                                                                          | 1993                  |              |
| Pierre Bazin              | Lafleur | place Aristide Briand, quartier Saint-Leu                                                                                    | 1983                  |              |
| Grégoire Calvet           | Bacchus | square Arlette Gruss (cirque)                                                                                                |                       |              |
| Jean-Baptiste Carpentier  | Les Quatre Muses | façade de l'ancien théâtre, rue des Trois Cailloux (centre-ville)                                                            |                       |              |
| Théophile Caudron         | A Dufresne du Gange | square Saint-Denis (centre-ville)                                                                                            | 1849                  |              |
| Émile-François Chatrousse | Charles-Florimond Le Roux                                                                                                | façade de l'hôtel de ville                                                                                                   |                       |              |
| René Collamarini          | La Famille | façade d'immeuble place René Goblet (centre-ville)                                                                           |                       |              |
| René Collamarini          | quatre statues symbolisant Les Quatre Saisons                                                                            | façade d'immeuble place René Goblet                                                                                          |                       |              |
| René Collamarini          | Saint Jacques agenouillé                                                                                                 | angle de la place Vogel et de la rue du moulin neuf (centre-ville)                                                           | 1953                  |              |
| René Collamarini          | Le Velours d'Amiens | angle de la place Vogel et de la rue du général Leclerc (centre-ville)                                                       |                       |              |
| René Collamarini          | Quatre Danseuses | square de Darlington | 1956                  |              |
| René Collamarini          | Prométhée | Cité scolaire, boulevard de Saint-Quentin                                                                                    |                       |              |
| René Collamarini          | La Licorne | Cité scolaire, boulevard de Saint-Quentin                                                                                    |                       |              |
| Joseph Csaky              | sculptures des façades                                                                                                   | écoles primaires Delpech, rue Delpech (quartier Henriville)                                                                  | 1957                  |              |
| Louis Dideron             | quatre statues symbolisant le Printemps, l'Eté, l'Automne, l'Hiver                                                       | façades d'immeubles place Léon Gontier (centre-ville)                                                                        | 1952                  |              |
| Louis Dideron             | L'Homme dans la création                                                                                                 | Cité scolaire, boulevard de Saint-Quentin                                                                                    | 1953                  |              |
| Louis Duthoit             | L'Industrie et le Commerce                                                                                               | fronton du pavillon ouest de l'hôtel de ville                                                                                | 1858                  |              |
| Gédéon de Forceville      | Pierre l'Ermite | place Saint-Michel (centre-ville)                                                                                            | 1854                  |              |
| Gédéon de Forceville      | L'abbé Lhomond | Cour de l'Abbaye Saint-Jean-des-Prémontrés (cloître Dewailly, centre-ville)                                                  | 1860                  |              |
| Gédéon de Forceville      | Monument Les Illustrations picardes                                                                                      | place Joffre (centre-ville)                                                                                                  | 1874 (érigée en 1962) |              |
| Athanase Fossé            | Saint Geoffroy | façade de l'hôtel de ville                                                                                                   |                       |              |
| Athanase Fossé            | Louis VI le Gros | façade de l'hôtel de ville                                                                                                   |                       |              |
| Athanase Fossé            | La Justice et la Vigilance                                                                                               | façade de l'hôtel de ville                                                                                                   |                       |              |
| Athanase Fossé            | Les Arts et Lettres | fronton du pavillon est de l'hôtel de ville                                                                                  | 1880                  |              |
| Yolanda Gutierrez         | Agualuna | parc Saint-Pierre | 2000                  |              |
| Albert Hirsch             | Le Ring | square Saint-Denis (centre-ville)                                                                                            | 2004                  |              |
| Bernhard Hoetger          | Statue offerte à la ville d'Amiens par la ville de Dortmund pour le 20e anniversaire du jumelage Amiens-Dortmund en 1980 | square Jules Boquet (centre-ville)                                                                                           |                       |              |
| Léon Lamotte              | Saint Antoine ermite | angle de la rue Lamartine et de la rue de Noyon (centre-ville)                                                               | 1950                  |              |
| Léon Lamotte              | La joie de vivre | façade d'immeuble place Saint-Jacques (centre-ville)                                                                         | 1955                  |              |
| Léon Lamotte              | La Lutte entre l'eau et le feu                                                                                           | pignon de la caserne des pompiers, rue Jean Catelas (centre-ville)                                                           | 1957                  |              |
| Léon Lamotte              | La Foudre et la Tempête (deux hauts-reliefs)                                                                             | bâtiment de commandement de la caserne de pompiers, rue Jean Catelas (centre-ville)                                          | 1957                  |              |
| Léon Lamotte              | Bas-relief | rue Flatters |                       |              |
| Léon Lamotte              | Stèle commémorative à Georges Quarante et Edmond Fontaine                                                                | pont de la pointe d'Herbet, passerelle Léon Lamotte (quartier d'Etouvie)                                                     |                       |              |
| Léon Lamotte              | Gloire au travail, honneur à ses victimes                                                                                | square Montplaisir, mail Albert Ier (centre-ville)                                                                           | 1979                  |              |
| Léon Lamotte              | Rose de Picardie | place La Barre, quartier de Montières                                                                                        | 2004                  |              |
| Max Legrand               | Deux licornes encadrant les armoiries de la ville d'Amiens                                                               | fronton de la gare Saint-Roch, place Foch                                                                                    | 1947                  |              |
| Frédéric-Étienne Leroux   | Antoine Clabaut | façade de l'hôtel de ville                                                                                                   |                       |              |
| Edmond Lévêque            | Montesquieu | façade du Palais de justice, rue Victor Hugo                                                                                 |                       |              |
| Edmond Lévêque            | Henri François d'Aguesseau                                                                                               | façade du Palais de justice, rue Victor Hugo                                                                                 |                       |              |
| Julien Lotiquet           | Saint Jean-Baptiste | Maison du pèlerin, place Notre-Dame (centre-ville)                                                                           |                       |              |
| Jean et Joël Martel       | Monument au Maréchal Leclerc                                                                                             | place René Goblet (centre-ville)                                                                                             | 1950                  |              |
| Étienne Martin            | Demeure n°4 | parvis de l'église Saint-Leu                                                                                                 | 1961                  |              |
| Valentin Molliens         | Robert de Luzarches | Maison Douillet, place Notre-Dame (centre-ville)                                                                             |                       |              |
| Émile Morlaix             | Les Trois Grâces (renaissance d'Amiens)                                                                                  | angle de la rue Jean Catelas et de la Rue Martin Bleu Dieu (centre-ville)                                                    |                       |              |
| Émile Morlaix             | Triton au trident (ancienne fontaine)                                                                                    | angle des rues du faubourg de Hem et du Château-Milan (faubourg de Hem)                                                      |                       |              |
| Émile Morlaix             | La Femme dans la création                                                                                                | Cité scolaire, boulevard de Saint-Quentin                                                                                    | 1953                  |              |
| Jean-Michel Othoniel      | Les Larmes de couleur | Collège Arthur-Rimbaud | 2007                  |              |
| Jacques Perrin            | La Conscience, monument à René Goblet                                                                                    | boulevard de Belfort (centre-ville)                                                                                          | 1907                  |              |
| Jules Printemps           | Simon Le Mattre | façade de l'hôtel de ville                                                                                                   | 1883                  |              |
| Jacques Reboul            | Deux Ours | ? | 1999                  |              |
| Auguste Rodin             | Le Lys brisé | Cimetière Saint-Acheul | 1911                  |              |
| Anne-Marie Roux           | La Peinture et la Sculpture                                                                                              | façade de Conservatoire de musique, rue Desprez (centre-ville)                                                               |                       |              |
| Anne-Marie Roux           | Le Théâtre et la Musique                                                                                                 | façade du Conservatoire de musique, rue Desprez (centre-ville)                                                               |                       |              |
| Albert Roze               | Angélique et Médor, copie du groupe sculpté par Nicolas-Sébastien Adam                                                   | square Annie Fratellini. | 1894                  |              |
| Albert Roze               | Le Printemps dit « Marie Sans Chemise »                                                                                  | horloge Dewailly (centre-ville)                                                                                              | 1898                  |              |
| Albert Roze               | Monument à Frédéric Petit (médaille d'or au Salon)                                                                       | cour d'honneur de la Bibliothèque Louis Aragon (centre-ville)                                                                | 1898                  |              |
| Albert Roze               | La jeunesse assurant sa vieillesse                                                                                       | fronton de l'immeuble de l'ancienne Caisse d'Epargne, entrée de la Galerie des Jacobins, rue de la République (centre-ville) |                       |              |
| Albert Roze               | Sainte Ulphe | Maison du pèlerin, place Notre-Dame (centre-ville)                                                                           | début XXe siècle      |              |
| Albert Roze               | Vers l'Immortalité et l'éternelle jeunesse                                                                               | Cimetière de La Madeleine, tombeau de Jules Verne                                                                            | 1907                  |              |
| Albert Roze               | Monument à Jules Verne                                                                                                   | square Jules Verne (boulevard de Belfort)                                                                                    | 1908                  |              |
| Albert Roze               | Le Pardon | cour du Conservatoire national de musique, rue Desprez (centre-ville)                                                        | 1908                  |              |
| Albert Roze               | Monument aux morts de la nécropole nationale de Saint-Acheul                                                             | Cimetière Saint-Acheul (quartier Saint-Acheul)                                                                               | 1924                  |              |
| Albert Roze               | sculptures du monument aux morts                                                                                         | place Foch (quartier Saint-Roch)                                                                                             | 1929                  |              |
| Albert Roze               | Charles Dallery | square Montplaisir, mail Albert Ier (centre-ville)                                                                           |                       |              |
| Albert Roze               | Alphonse Fiquet | cour d'honneur du collège Auguste-Janvier, rue Jules Barni                                                                   |                       |              |
| Albert Roze               | Auguste Janvier (médaillon)                                                                                              | façade du collège Auguste-Janvier                                                                                            |                       |              |
| Albert Roze               | Armoiries de la ville d'Amiens                                                                                           | fronton du bâtiment principal de l'hôpital nord                                                                              | 1938                  |              |
| Albert Roze               | Armoiries de la ville d'Amiens                                                                                           | fronton de la gare Saint-Roch, place Foch                                                                                    | 1947                  |              |
| Justin Sanson             | La Justice | fronton du Palais de justice, rue Robert de Luzarches (centre-ville)                                                         |                       |              |
| Justin Sanson             | Le Droit | façade du Palais de justice, rue Robert de Luzarches (centre-ville)                                                          |                       |              |
| Justin Sanson             | La Force | façade du Palais de Justice, rue Robert de Luzarches (centre-ville)                                                          |                       |              |
| Justin Sanson             | Démosthène | façade du Palais de justice, rue Robert de Luzarches (centre-ville)                                                          |                       |              |
| Justin Sanson             | Cicéron | façade du Palais de justice, rue Robert de Luzarches (centre-ville)                                                          |                       |              |
| Justin Sanson             | L'Industrie | façade du Palais de justice, rue Lesueur (centre-ville)                                                                      |                       |              |
| Justin Sanson             | La Science | façade du Palais de justice, rue Lesueur (centre-ville)                                                                      |                       |              |
| Justin Sanson             | La Charité de Saint Martin                                                                                               | façade du Palais de justice, rue Lesueur (centre-ville)                                                                      |                       |              |
| Justin Sanson             | François de Blayries | façade de l'hôtel de ville                                                                                                   |                       |              |
| Alain Séchas              | Triplechaton | centre culturel Le Safran (quartier Nord dit Le Pigeonnier)                                                                  | 1999                  |              |
| Pierre Székely            | Les Animaux d'Amiens | rue Pierre-Brossolette (quartier Nord dit Le Pigeonnier)                                                                     | 1986                  |              |
| Pierre Székely            | Monument à Roger Dumoulin                                                                                                | zone industrielle de Longpré                                                                                                 |                       |              |
| Ivan Theimer              | Monument à Jules Verne                                                                                                   | quartier Saint-Leu | 2001                  |              |
| Ivan Theimer              | Monument placette Lafleur                                                                                                | quartier Saint-Leu | 2001                  |              |

### Fontaines
| Architectes / artistes | Œuvres                                       | Lieux ou monuments                                                      | Dates     | Illustration |
| ---------------------- | -------------------------------------------- | ----------------------------------------------------------------------- | --------- | ------------ |
| Mathurin Le Carpentier | Fontaine Saint-Jacques · Inscrit MH (1940)   | 6, rue Saint-Jacques (centre-ville)                                     | 1754-1756 |              |
| Mathurin Le Carpentier | Fontaine Saint-Julien · Inscrit MH (1940)    | rue des Parcheminiers (quartier Saint-Leu)                              | 1754-1756 |              |
| Mathurin Le Carpentier | Fontaine place au Feurre · Inscrit MH (1943) | 17-19 place au Feurre                                                   | 1754-1756 |              |
| Émile Morlaix          | Fontaine Triton au trident                   | angle des rues du faubourg de Hem et du Château-Milan (faubourg de Hem) |           |              |

### Divers
| Œuvre           | Auteur            | Localisation                     | Notes           | Installation | Coordonnées                      | Illustration    |
| --------------- | ----------------- | -------------------------------- | --------------- | ------------ | -------------------------------- | --------------- |
| Point de vue    | Ayşe Erkmen       | Parc Saint-Pierre                | installation    | 2003         | 49° 53′ 57″ nord, 2° 18′ 52″ est | Image manquante |
| Café Gavoille   | Kristian Gavoille | Maison de la culture (cafétéria) | installation    | 1993         | 49° 53′ 38″ nord, 2° 17′ 31″ est | Image manquante |
| Ode à Pianowski | Warren Langley    | Maison de la culture (façade)    | fibres optiques | 2000         | 49° 53′ 38″ nord, 2° 17′ 31″ est | Image manquante |